# 拉希马特普尔
拉希马特普尔（Rahimatpur），是印度马哈拉施特拉邦萨塔拉县的一个城镇。总人口16539（2001年）。

## 人口
该地2001年总人口16539人，其中男性8422人，女性8117人；0—6岁人口2044人，其中男1119人，女925人；识字率72.44%，其中男性为77.97%，女性为66.70%。